# Церковь Рождества Христова (Суздаль)
Церковь Рождества Христова или Христорождественская церковь — построенный в 1775 году зимний храм в Суздале, расположенный у крепостного вала в юго-восточной части кремля. Имеет парную летнюю Никольскую церковь (1720—1739 гг.).

## История
В XIX веке к церкви была пристроена паперть.

## Архитектура
Трехчастная бесстолпная церковь сложена из кирпича и напоминает по форме жилой дом. К прямоугольному в плане основному объёму примыкают пятигранная апсида, трапезная и притвор. Трапезная и основной объём покрыты двухскатной металлической кровлей и увенчаны небольшой луковичной главкой на тонком резном барабане. Украшенные пилястрами стены храма побелены и завершаются зубчатым фризом и карнизным поясом. Оконные проёмы арочной формы обрамлены каменными наличниками, а притвор украшен декоративным фронтоном с фреской Рождество Христово.